# Правду говорить легко и приятно
«Правду говорить легко и приятно» — крылатое выражение, основанное на словах Иешуа Га-Ноцри, персонажа ершалаимских (древних) глав романа русского писателя Михаила Булгакова «Мастер и Маргарита». Прототипом образа персонажа послужил Иисус Христос, однако имеются многочисленные отличия Иешуа от евангельского Христа. Иудейские первосвященники сочли проповедь Иешуа взрывоопасной в накалённой атмосфере страны, и с помощью Иуды подстроили арест проповедника по политическому обвинению. Бродячего проповедника передали римскому наместнику Понтию Пилату для суда (Книга 1. Глава 2. «Суд Пилата»). Последний задаёт обвиняемому вопросы с целью выяснить его мировоззрение. В частности, он спросил, говорил ли Га-Ноцри что-либо преступное «о великом кесаре» (император Тиберий): «Отвечай! Говорил?.. Или… не… говорил?». На это Иешуа произнёс: «Правду говорить легко и приятно». В ответ на эту реплику последовал ответ: «Мне не нужно знать, — придушенным, злым голосом отозвался Пилат, — приятно или неприятно тебе говорить правду. Но тебе придётся её говорить. Но говоря, взвешивай каждое слово, если не хочешь не только неизбежной, но и мучительной смерти».
Афоризм применяется в качестве иронического комментария в отношении проблем, которые возникают после свободного, чистосердечного выражения мыслей. Лингвист-славист Валерий Мокиенко, наряду с другими известными цитатами Булгакова («Аннушка уже разлила масло», «Осетрина второй свежести», «Рукописи не горят», «Нет документа, нет и человека», «Разруха сидит не в клозетах, а в головах»), отнёс слова, сказанные Иешуа, к выражениям, ставших «достоянием народного языка». 
Филолог Алла Антонюк писала, что диалог идеологических антиподов Иешуа и Пилата представляет собой «сократический диалог», причём его можно назвать «пороговым» (затрагивает вопросы «Добра и Зла, Жизни и Смерти»). Слова «Правду говорить легко и приятно» она охарактеризовала как имеющие характер анакризы — важнейшей провокационной фразы. Именно с этих слов происходит начало диалектики диалога о смерти, приговоре. Антонюк сравнивала разговор между персонажами Булгакова с эпизодом из романа Льва Толстого «Анна Каренина», где происходит обсуждение картины русского художника Михайлова о суде Пилата. В нём выражено авторское понимание евангельской истории: «…выражение чиновника в Пилате и жалости в Христе, так как один олицетворение плотской, другой — духовной жизни». Булгаков развил тему, только обозначенную у Толстого как синкриза (сопоставление различных точек зрения), в виде «перипетии заблудившейся истины (правды)», причём осуществил это в жанре «сократического диалога». В словах Иешуа концентрированно выражена главная задача, направленная для разрешения спора из «романа в романе» — достижения истинного понимания целей власти. «Само развитие сюжета булгаковского диалога, который входит в сцену суда Пилата, представляет собой многочисленные перипетии, которые „правда“ („истина“) может претерпевать, пока она, наконец, „родится“ в споре». Ещё одним возможным претекстом афоризма Булгакова является ода Гавриила Державина «Фелице», посвящённая прославлению императрицы Екатерины Великой. В нём содержится стих — «истину царям с улыбкой говорить», который перифрастически использовал Булгаков. Реминисцентный характер афоризма в романе нивелируется путём синонимизации: «правду говорить» заменено на «истину… говорить», а «с улыбкой говорить» заменено на «говорить легко и приятно». По мнению Антонюк, писатель «поддерживает здесь державинский концепт „истины с улыбкой“», что характеризует мировоззрение Иешуа: «Благодаря подобной смелости Иешуа римский прокуратор Понтий Пилат у Булгакова и начинает постепенно прозревать в нём Мессию».